# Campionati italiani invernali di nuoto 2005
Gli 8. Campionati italiani invernali di nuoto si sono svolti a Trieste, nel polo natatorio Bruno bianchi il 26 e il 27 novembre 2005. Erano iscritti 404 nuotatori, 200 femmine e 204 maschi. I campionati erano validi  anche come selezione per gli Europei in vasca corta che si sono disputati nella stessa vasca due settimane dopo.

## Podi

### Uomini
| Evento              | Oro                                                                                            | Tempo        | Argento                                                                                            | Tempo    | Bronzo                                                                              | Tempo    |
| Stile libero        |                                                                                                |              | |          |                                                                                     |          |
| 50 m                | Lorenzo Vismara                                                                                | 21.75        | Mattia Nalesso                                                                                     | 22.02    | Klaus Lanzarini                                                                     | 22.33    |
| 100 m               | Klaus Lanzarini                                                                                | 47.79        | Alessandro Calvi                                                                                   | 48.06    | Lorenzo Vismara                                                                     | 48.31    |
| 200 m               | Klaus Lanzarini                                                                                | 1'44.79      | Massimiliano Rosolino                                                                              | 1'45.53  | Matteo Pelliciari                                                                   | 1'46.33  |
| 400 m               | Nicola Cassio                                                                                  | 3'44.05      | Matteo Pelliciari                                                                                  | 3'44.56  | Emiliano Brembilla                                                                  | 3'46.16  |
| 1500 m              | Christian Minotti                                                                              | 14'51.46     | Samuel Pizzetti                                                                                    | 14'53.48 | Federico Colbertaldo Simone Ercoli                                                  | 14'57.06 |
| Dorso               |                                                                                                |              | |          |                                                                                     |          |
| 50 m                | Cesare Pizzirani                                                                               | 24.61 - RI   | Luis Alberto Laera                                                                                 | 25.00    | Simone Manni                                                                        | 25.29    |
| 100 m               | Cesare Pizzirani                                                                               | 52.70 - RI   | Luis Alberto Laera                                                                                 | 54.03    | Marco Malinverno                                                                    | 54.09    |
| 200 m               | Mirko Mazzari                                                                                  | 1'55.93      | Simone Manni                                                                                       | 1'56.44  | Mattia Aversa                                                                       | 1'56.53  |
| Rana                |                                                                                                |              | |          |                                                                                     |          |
| 50 m                | Alessandro Terrin                                                                              | 26.94 - RI   | Andrea Savino                                                                                      | 27.50    | Davide Ruggero Cassol                                                               | 28.04    |
| 100 m               | Alessandro Terrin                                                                              | 59.28        | Loris Facci                                                                                        | 1'00.25  | Davide Ruggero Cassol                                                               | 1'00.68  |
| 200 m               | Paolo Bossini                                                                                  | 2'08.24      | Loris Facci                                                                                        | 2'08.97  | Edoardo Giorgetti                                                                   | 2'11.77  |
| Farfalla            |                                                                                                |              | |          |                                                                                     |          |
| 50 m                | Filippo Magnini                                                                                | 23.86        | Mattia Nalesso                                                                                     | 23.92    | Rudy Goldin                                                                         | 24.00    |
| 100 m               | Mattia Nalesso                                                                                 | 52.30        | Rudy Goldin                                                                                        | 52.51    | Lorenzo Benatti                                                                     | 53.03    |
| 200 m               | Alessio Boggiatto                                                                              | 1'55.46 - RI | Paolo Villa                                                                                        | 1'57.07  | Joseph Davide Natullo                                                               | 1'57.24  |
| Misti               |                                                                                                |              | |          |                                                                                     |          |
| 100 m               | Filippo Magnini                                                                                | 53.58 - RI   | Andrea Savino                                                                                      | 54.71    | Simone Ciancarini                                                                   | 55.22    |
| 200 m               | Alessio Boggiatto                                                                              | 1'55.55      | Massimiliano Rosolino                                                                              | 1'58.22  | Filippo Magnini                                                                     | 1'58.38  |
| 400 m               | Alessio Boggiatto                                                                              | 4'07.65      | Leonardo Tumiotto                                                                                  | 4'14.82  | Federico Turrini                                                                    | 4'15.80  |
| Staffette           |                                                                                                |              | |          |                                                                                     |          |
| 4x50 m stile libero | Gruppo Nuoto Fiamme Gialle Christian Galenda Lorenzo Vismara Klaus Lanzarini Alessandro Terrin | 1'27.88      | La Presse Torino Matteo Mussino Michele Scarica Luca Pasteris Enrico Catalano                      | 1'29.93  | Centro Sportivo Esercito Fabrizio Addamiano Paolo Villa Gianluca Ermeti Fabio Gallo | 1'29.95  |
| 4x50 m misti        | Gruppo Nuoto Fiamme Gialle Klaus Lanzarini Alessandro Terrin Christian Galenda Lorenzo Vismara | 1'37.65 - RI | Gruppo Sportivo Fiamme Oro Roma Cesare Pizzirani Davide Ruggero Cassol Luca Gardonio Stefano Linda | 1'38.53  | Centro Sportivo Esercito Riccardo Lanozzi Marco Sommaripa Rudy Goldin Fabio Gallo   | 1'39.23  |

### Donne
| Evento              | Oro                                                                           | Tempo        | Argento                                                                      | Tempo   | Bronzo                                                                                       | Tempo   |
| Stile libero        |                                                                               |              |                                                                              |         |                                                                                              |         |
| 50 m                | Cristina Chiuso                                                               | 24.86 - RI   | Gaia Mancabelli                                                              | 25.50   | Gigliola Tecchio                                                                             | 25.51   |
| 100 m               | Cristina Chiuso                                                               | 54.50        | Federica Pellegrini                                                          | 54.65   | Livia Travaglini                                                                             | 55.40   |
| 200 m               | Federica Pellegrini                                                           | 1'56.15 - RI | Simona Ricciardi                                                             | 1'58.20 | Flavia Zoccari                                                                               | 1'58.69 |
| 400 m               | Federica Pellegrini                                                           | 4'05.81      | Simona Ricciardi                                                             | 4'09.70 | Renata Spagnolo                                                                              | 4'10.80 |
| 800 m               | Simona Ricciardi                                                              | 8'25.32 - RI | Elisa Pasini                                                                 | 8'27.36 | Federica Pellegrini                                                                          | 8'27.43 |
| Dorso               |                                                                               |              |                                                                              |         |                                                                                              |         |
| 50 m                | Elena Gemo                                                                    | 27.57 - RI   | Valentina De Nardi                                                           | 28.28   | Carla Elena Stampfli                                                                         | 28.47   |
| 100 m               | Elena Gemo                                                                    | 59.66 - RI   | Valentina De Nardi                                                           | 59.76   | Carla Elena Stampfli                                                                         | 1'01.95 |
| 200 m               | Roberta Ioppi                                                                 | 2'10.48      | Valentina De Nardi                                                           | 2'10.60 | Margherita Ganz                                                                              | 2'09.62 |
| Rana                |                                                                               |              |                                                                              |         |                                                                                              |         |
| 50 m                | Elena Prelle                                                                  | 31.95        | Sara Farina                                                                  | 32.00   | Noemi Direnzo                                                                                | 32.02   |
| 100 m               | Chiara Boggiatto                                                              | 1'07.73      | Desiree Ferro                                                                | 1'08.99 | Noemi Direnzo                                                                                | 1'09.12 |
| 200 m               | Silvia Rossi                                                                  | 2'26.67      | Desiree Ferro                                                                | 2'27.83 | Veronica Demozzi                                                                             | 2'28.57 |
| Farfalla            |                                                                               |              |                                                                              |         |                                                                                              |         |
| 50 m                | Cristina Maccagnola                                                           | 26.65 - RI   | Elena Gemo                                                                   | 26.71   | Gaia Mancabelli                                                                              | 27.37   |
| 100 m               | Francesca Segat                                                               | 58.52 - RI   | Caterina Giacchetti                                                          | 59.65   | Elena Gemo                                                                                   | 59.75   |
| 200 m               | Francesca Segat                                                               | 2'08.39      | Caterina Giacchetti                                                          | 2'09.78 | Veronica Rodà                                                                                | 2'11.35 |
| Misti               |                                                                               |              |                                                                              |         |                                                                                              |         |
| 100 m               | Alessia Regli                                                                 | 1'02.71      | Elena Prelle                                                                 | 1'02.99 | Giorgia Gramillano                                                                           | 1'03.23 |
| 200 m               | Francesca Segat                                                               | 2'11.71      | Alessia Filippi                                                              | 2'13.74 | Alessia Regli                                                                                | 2'14.97 |
| 400 m               | Elisa Pasini                                                                  | 4'41.44      | Veronica Massari                                                             | 4'45.71 | Martina Grimaldi                                                                             | 4'46.85 |
| Staffette           |                                                                               |              |                                                                              |         |                                                                                              |         |
| 4x50 m stile libero | Aurelia Nuoto Maria Sole Lensi Flavia Zoccari Alessia Filippi Cristina Chiuso | 1'43.06      | DDS Elena Gemo Federica Pellegrini Eleonora Celada Roberta Panara            | 1'43.37 | Ispra Nuoto Camilla Daolio Gaia Mancabelli Carol Erika Colombo Daniela Marino                | 1'44.44 |
| 4x50 m misti        | DDS Elena Gemo Roberta Panara Cristina Maccagnola Federica Pellegrini         | 1'51.96      | ASD Roma 1953 Roberta Serrapede Valeria Lombardi Delfina Pinto Laura Letrari | 1'54.75 | Centro Sportivo Esercito Valentina De Nardi Veronica Demozzi Lara Consolandi Emanuela Donati | 1'54.85 |